# حروبة (عمد)

تعديل مصدري - تعديل

حروبة هي إحدى قرى  بمديرية عمد التابعة لمحافظة حضرموت، بلغ تعداد سكانها 196 نسمة حسب تعداد اليمن لعام 2004.